# Romanisering (lingvistik)
Romanisering eller latinisering är inom lingvistiken en representation av skriven text eller tal återgiven genom det romerska/latinska alfabetet. Detta kan även appliceras på språk som använder ett helt annat skriftsystem (såsom japanska, koreanska, kinesiska, ryska, hebreiska med flera). Metoder som används vid romanisering är translitteration för alfabetiskt skriven text och transkription för det talade ordet.
Det finns ett flertal olika standardiserade system för romanisering, exempelvis ALA-LC (American Library Association - Library of Congress) som är en amerikansk uppsättning standarder för latinisering av olika alfabet, t.ex. arabiska.